# Giancarlo Baghetti
Giancarlo Baghetti   (Milà, 25 de desembre de 1934 - Milà, 27 de novembre de 1995) va ser un pilot de curses automobilístiques italià que va arribar a disputar curses de Fórmula 1.

## A la F1
Va debutar a la quarta cursa de la temporada 1961 (la dotzena temporada de la història) del campionat del món de la Fórmula 1, disputant el 2 de juliol del 1961 el GP de França al Circuit de Reims-Gueux.
Giancarlo va participar en un total de vint-i-una proves puntuables pel campionat de la F1, disputades en set temporades consecutives (1961 - 1967) aconseguint guanyar una cursa i assolí catorze punts pel campionat del món de pilots.
Baghetti ha estat amb Nino Farina i Johnnie Parsons un dels tres únics pilots de la història de la F1 capaços de guanyar la cursa del seu debut a la categoria. Va morir de càncer el 27 de novembre del 1995.

## Resultats a la Fórmula 1
| Any  | Equip                                          | Xassís  | Motor    | 1     | 2       | 3       | 4     | 5       | 6       | 7       | 8       | 9       | 10  | 11  | Posició | Punts |
| ---- | ---------------------------------------------- | ------- | -------- | ----- | ------- | ------- | ----- | ------- | ------- | ------- | ------- | ------- | --- | --- | ------- | ----- |
| 1961 | Federazione Italiana Scuderie Automobilistiche | Ferrari | Ferrari  | MON   | HOL     | BEL     | FRA 1 |         |         |         |         |         |     |     | 9è      | 9     |
| 1961 | Scuderia Sant Ambroeus                         | Ferrari | Ferrari  |       |         |         |       | GBR Ret | ALE     | ITA Ret | USA     |         |     |     | 9è      | 9     |
| 1962 | Scuderia Ferrari                               | Ferrari | Ferrari  | HOL 4 | MON     | BEL Ret | FRA   | GBR     | ALE 10  | ITA 5   | USA     | SUD     |     |     | 11è     | 5     |
| 1963 | Automobili Turismo e Sport                     | ATS     | ATS      | MON   | BEL Ret | HOL Ret | FRA   | GBR     | ALE     | ITA 15  | USA Ret | MEX Ret | SUD |     | -       | 0     |
| 1964 | Scuderia Ferrari                               | Ferrari | Ferrari  | MON   | HOL 10  | BEL 8   | FRA   | GBR 12  | ALE Ret | AUT 7   | ITA 8   | USA     | MEX |     | -       | 0     |
| 1965 | Brabham Racing Organisation                    | Brabham | Climax   | SUD   | MON     | BEL     | FRA   | GBR     | HOL     | ALE     | ITA Ret | USA     | MEX |     | -       | 0     |
| 1966 | Reg Parnell Racing Ltd                         | Ferrari | Ferrari  | MON   | BEL     | FRA     | GBR   | HOL     | ALE     | ITA NC  | USA     | MEX     |     |     | -       | 0     |
| 1967 | Team Lotus                                     | Lotus   | Cosworth | SUD   | MON     | HOL     | BEL   | FRA     | GBR     | ALE     | CAN     | ITA Ret | USA | MEX | -       | 0     |

### Resum
| Curses: | Victòries: | Pòdiums: | Poles: | Voltes ràpides: | Punts: |
| ------- | ---------- | -------- | ------ | --------------- | ------ |
| 21      | 1          | 1        | 0      | 1               | 14     |